# Дончец, Йожеф
Йожеф Дончец (венг. Doncsecz József, р.16 января 1950) — венгерский борец греко-римского стиля, призёр чемпионата мира.

## Биография
Родился в 1950 году в Сентготхарде. В 1971 году стал бронзовым призёром чемпионата мира. В 1972 году принял участие в Олимпийских играх в Мюнхене, где занял 4-е место. На чемпионате мира 1973 года занял 5-е место. В 1974 году занял 4-е место на чемпионате Европы. В 1976 году принял участие в Олимпийских играх в Монреале, но был там лишь 7-м. В 1977 году занял 5-е место на чемпионате Европы, а на чемпионате Европы 1978 года был 6-м.